# جان بيرود
جان بيرود (12 يناير 1849 – 4 أكتوبر 1935) كان رسامًا فرنسيًا اشتهر بلوحاته العديدة التي تصور حياة باريس والمجتمع الباريسي الليلي. تعد صوره عن الشانزليزيه والمقاهي ومونمارتر وضفاف نهر السين رسومات دقيقة للحياة اليومية في باريس خلال فترة "الحقبة الجميلة". كما رسم موضوعات دينية في سياق معاصر.

## سيرة

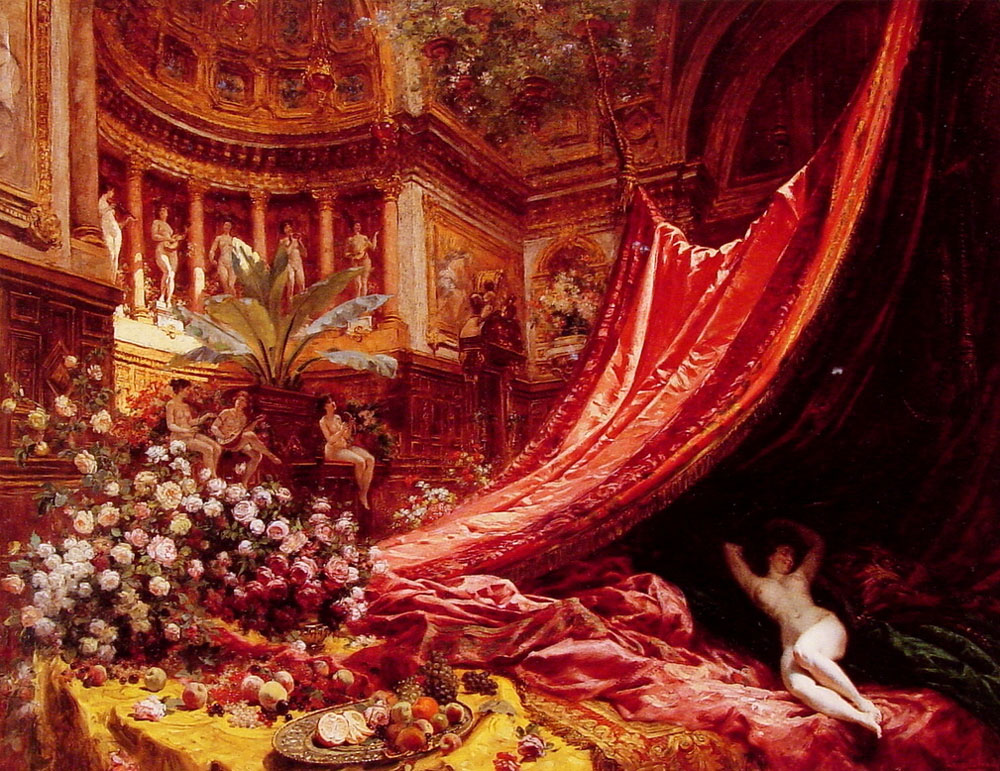
سيمفونية باللونين الأحمر والذهبي ، 1895

ولِد في مدينة سانت بطرسبرغ ،في الإمبراطورية الروسية . كان والده المسمى جان نحاتًا ومن المرجح أنه كان يعمل في موقع كاتدرائية القديس إسحاق في وقت ولادة ابنه. والدة بيرو كانت جينيفيف أوجيني جاكوين، وبعد وفاة والده ، انتقلت العائلة إلى العاصمة الفرنسية باريس . كان بيرو في طور التعليم كمحامٍ حتى احتلال باريس خلال الحرب الفرنسية البروسية في عام 1870.
درس جان بيرو على يد ليون بونات، وشارك لأول مرة في عرض لوحاته في صالون باريس عام 1872. لكنه لم ينل التقدير إلا في عام 1876، بفضل لوحته "في طريق العودة من الجنازة". كما قدّم أعماله ضمن جمعية رسامي الألوان المائية الفرنسيين خلال المعرض العالمي في باريس عام 1889.

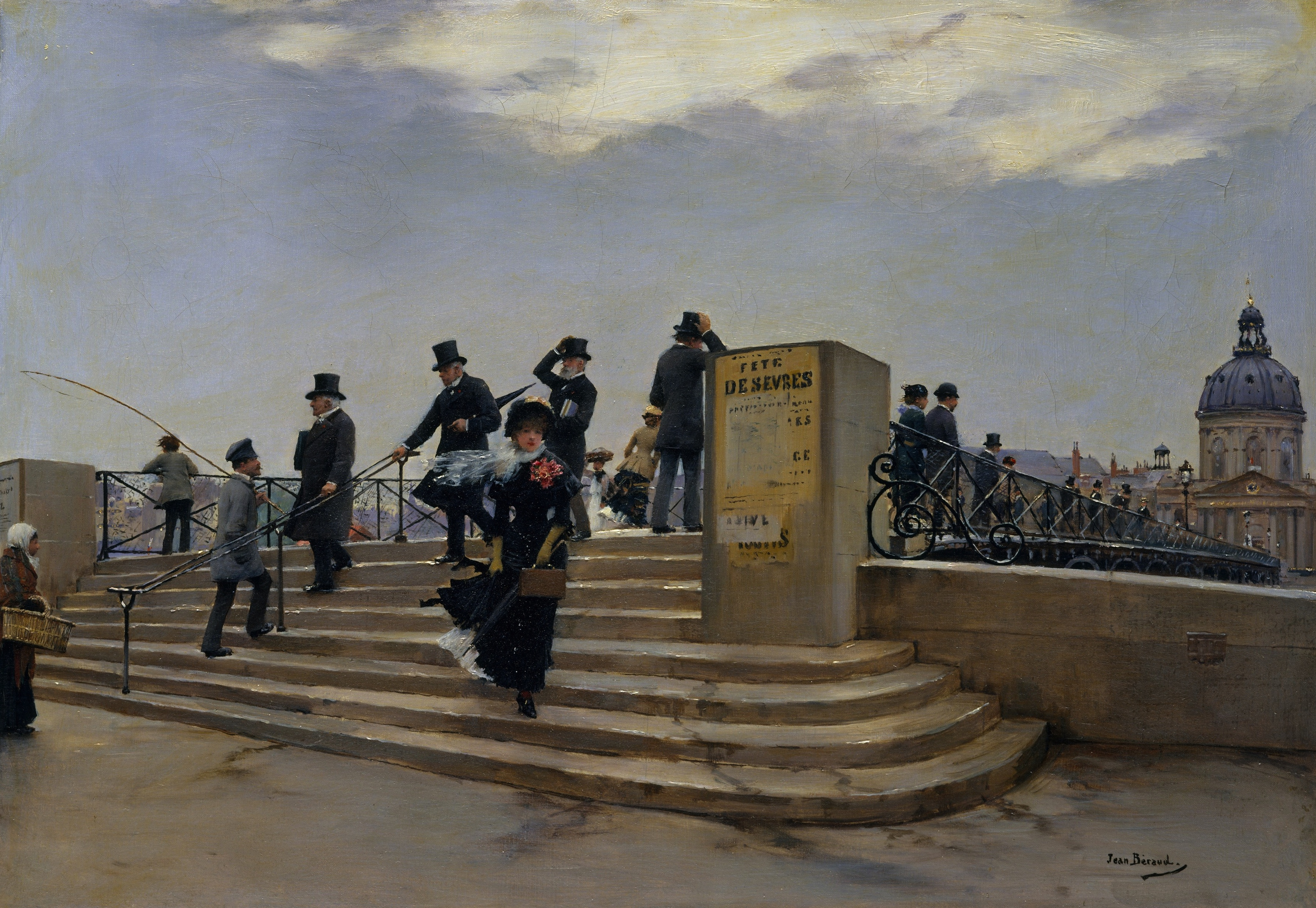
يوم عاصف على جسر الفنون

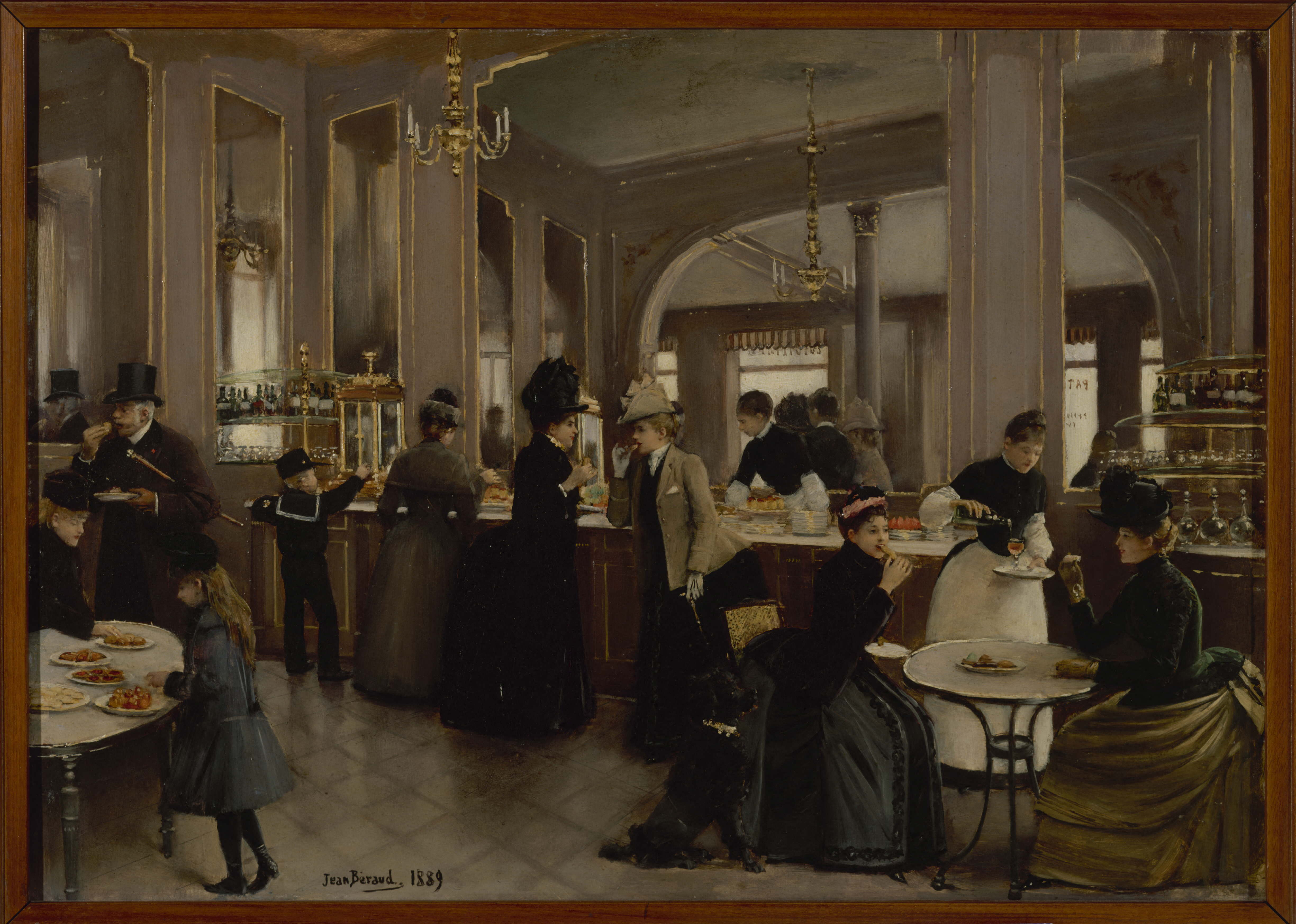
مقهى جلوبي

رسم بيرو العديد من مشاهد الحياة اليومية الباريسية في العصر الجميل بأسلوب يقف في مكان ما بين الفن الأكاديمي في الصالون وفن الانطباعيين . حصل على وسام جوقة الشرف سنة 1894.
غالبًا ما تضمنت لوحات بيرو فكاهة مستندة إلى الواقع وسخرية من حياة باريس في أواخر القرن التاسع عشر، إلى جانب ظهور متكرر للشخصيات الكتابية في سياقات معاصرة آنذاك. أثارت لوحات مثل "مريم المجدلية في بيت الفريسيين" جدلاً عند عرضها بسبب هذه الموضوعات.
مع نهاية القرن التاسع عشر، خصص وقتا أقل للوحاته الخاصة، لكنه عمل في العديد من لجان المعارض، بما في ذلك صالون الجمعية الوطنية . لم يتزوج قط ولم يكن لديه أطفال. توفي في باريس في يوم 4 أكتوبر 1935، ودُفن في مقبرة مونبارناس بجانب والدته. 

## أسلوب
كان مشهورًا في فرنسا، وكان موضع تقدير من قبل الكاتب والصحفي غي دو موباسان الذي أطلق عليه "خصوم المحبوبين" ( Le plus charmant des fantaisistes ).  
على الرغم من ذلك، تم تجاهل أعمال بيرو تمامًا من قبل مؤرخي الفن في تلك الفترة. بعد الثورة، استقبل الفنانون الروس أعماله بسخرية، معتبرين إياها تجسيدًا للاستهلاك التجاري الغربي الذي يخضع، برأيهم، للأذواق البرجوازية للطبقة الوسطى الغنية. تدريجيًا، تحول أسلوبه من الأكاديمي إلى الانطباعي.
ومع ذلك، بينما فرّ معظم الانطباعيين البارزين من الفوضى الحضرية في باريس لرسم المناظر الطبيعية في المناطق الريفية المحيطة، اختار بيرو – على غرار صديقه إدوارد مانيه ، وفي بعض أعماله إدغار ديغا – تصوير المشاهد الصاخبة للحياة الحضرية في أواخر القرن التاسع عشر.
تم تبني بعض التقنيات الفنية التي استخدمها بيرو، خاصة في لوحته "في قاعة غرافارد" (À la salle Graffard)، من قبل فنانين لاحقين. حيث يُخفي الضباب الخفيف الجزء العلوي من الصورة، بينما يظهر المتفرجون في المقدمة وهم يتفاعلون بحماس مع الخطاب، في حين يبرز المتحدثون الأناركيون على خلفية داكنة..  

## معرض الصور

مشاهد باريس لجان بيرود
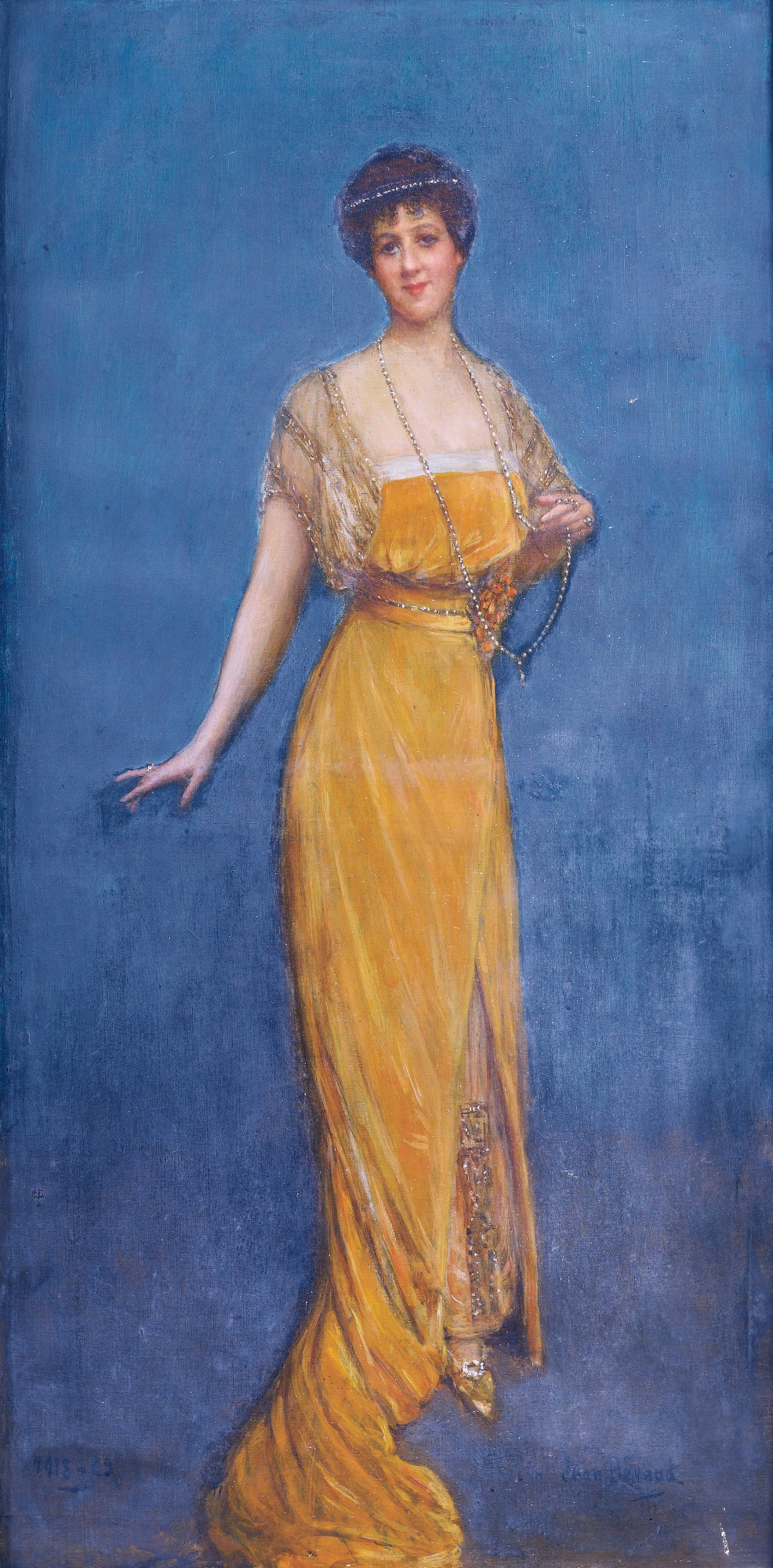
بلانش فيسنيتش (ني أولمان)
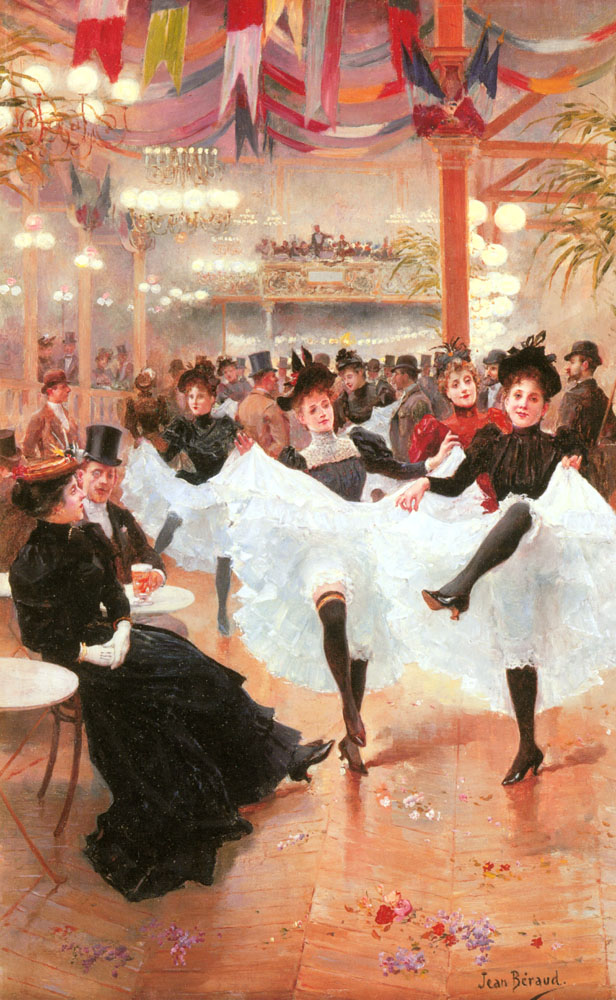
مقهى دي باريس
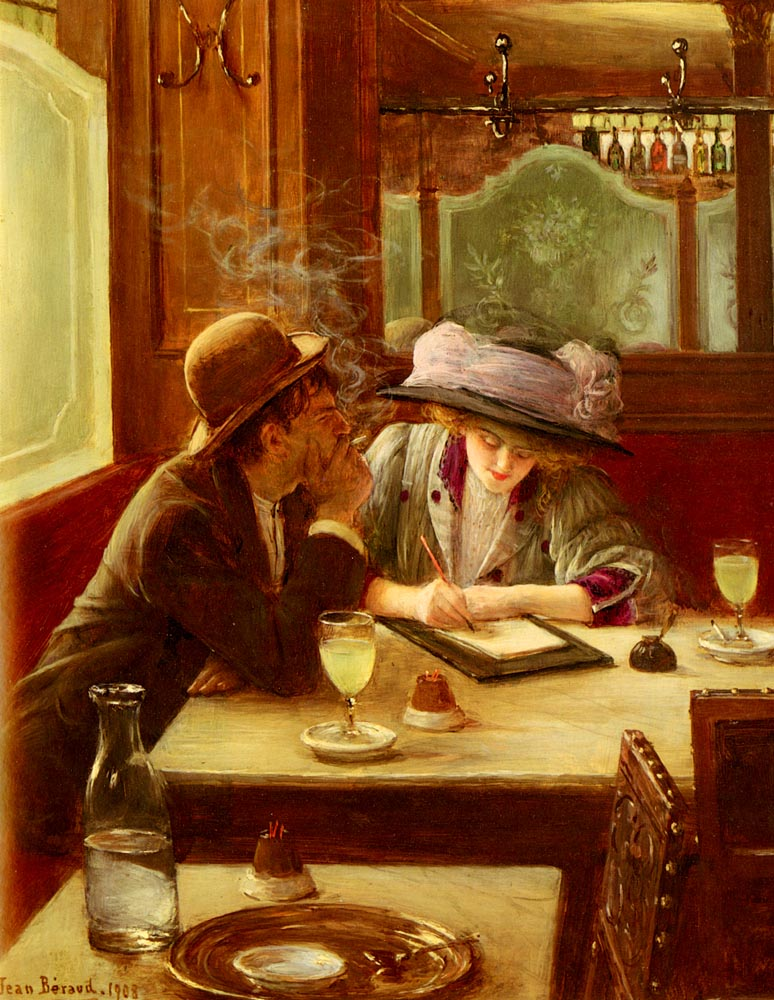
الرسالة
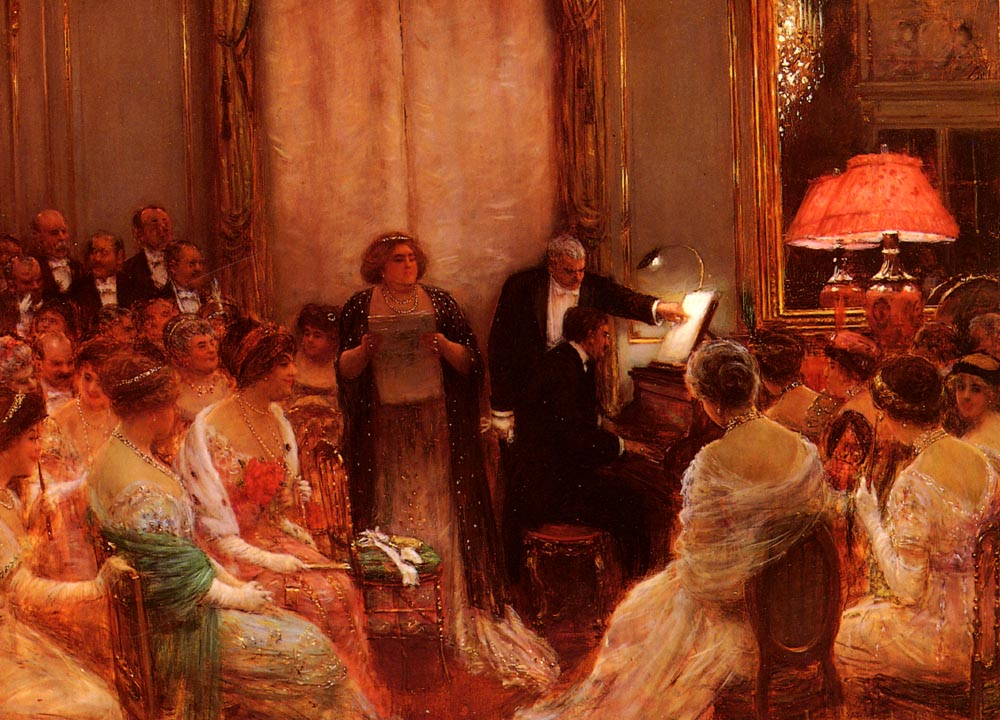
الشخصيات
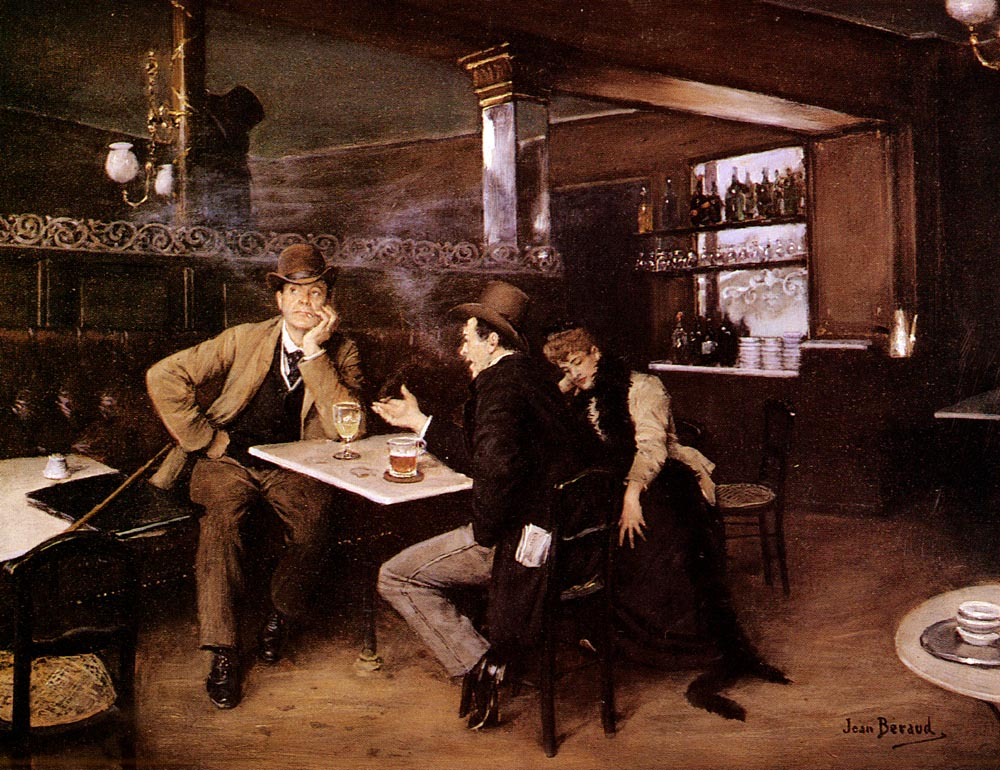
أو بيسترو
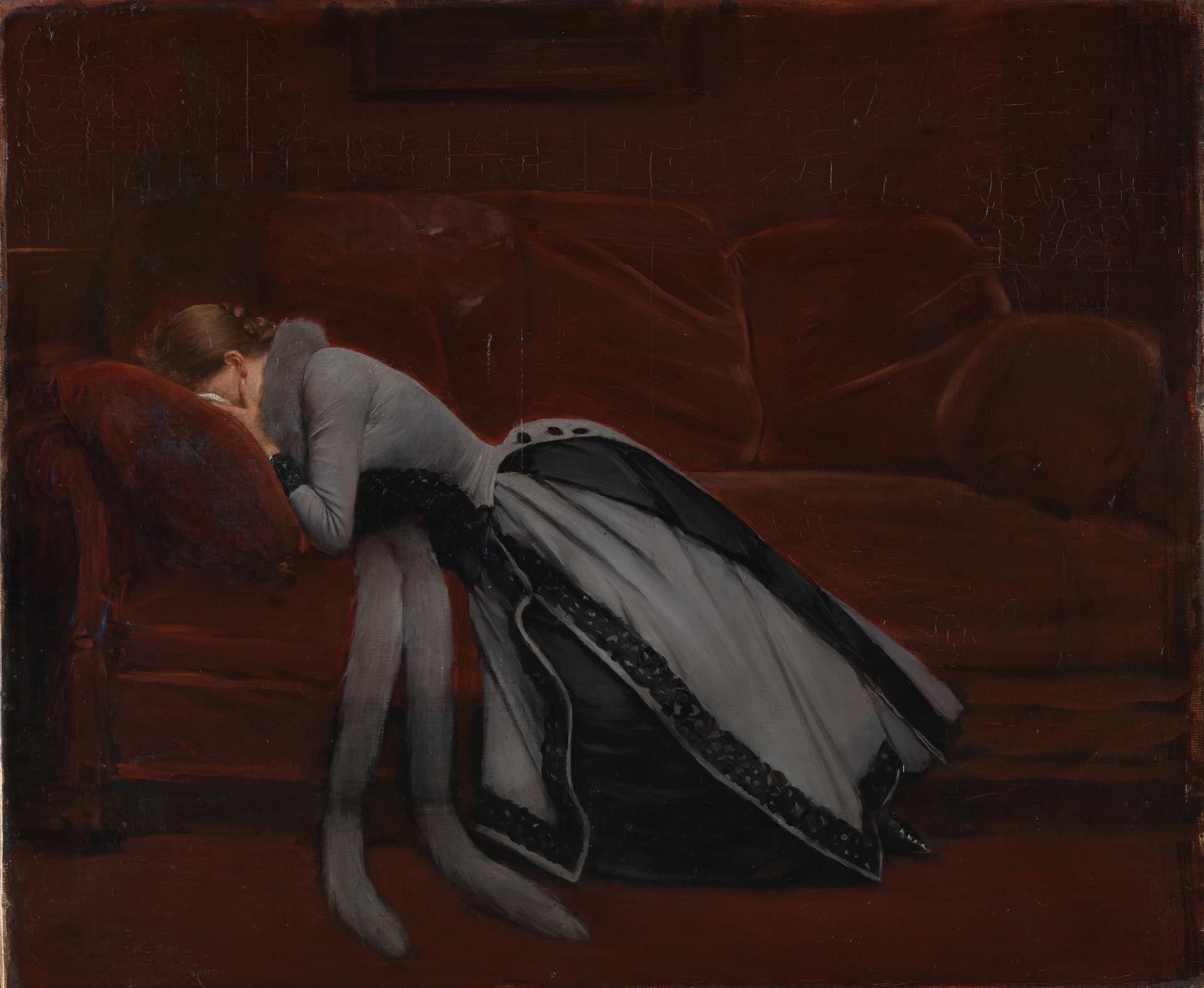
بعد السقوط
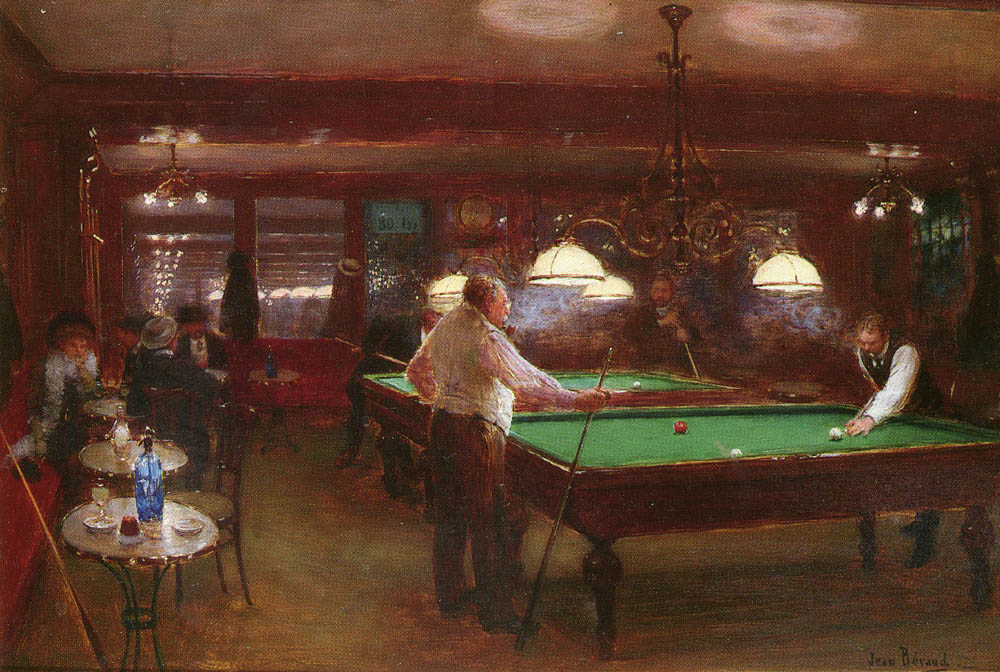
لعبة البلياردو
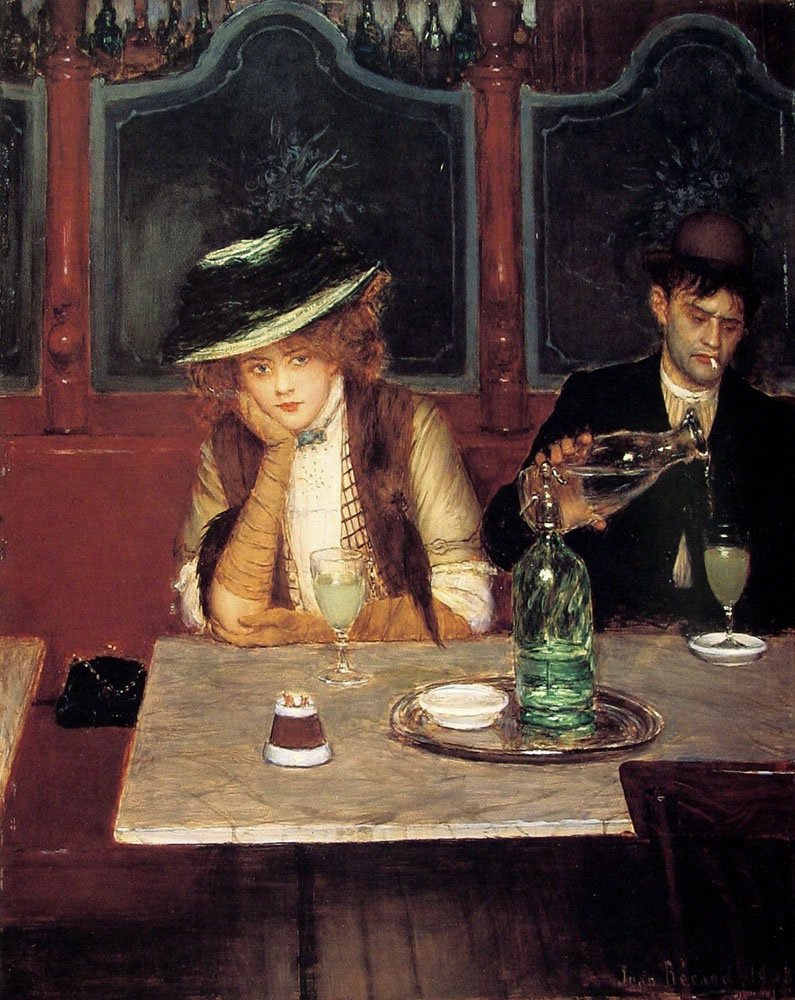
الشاربون
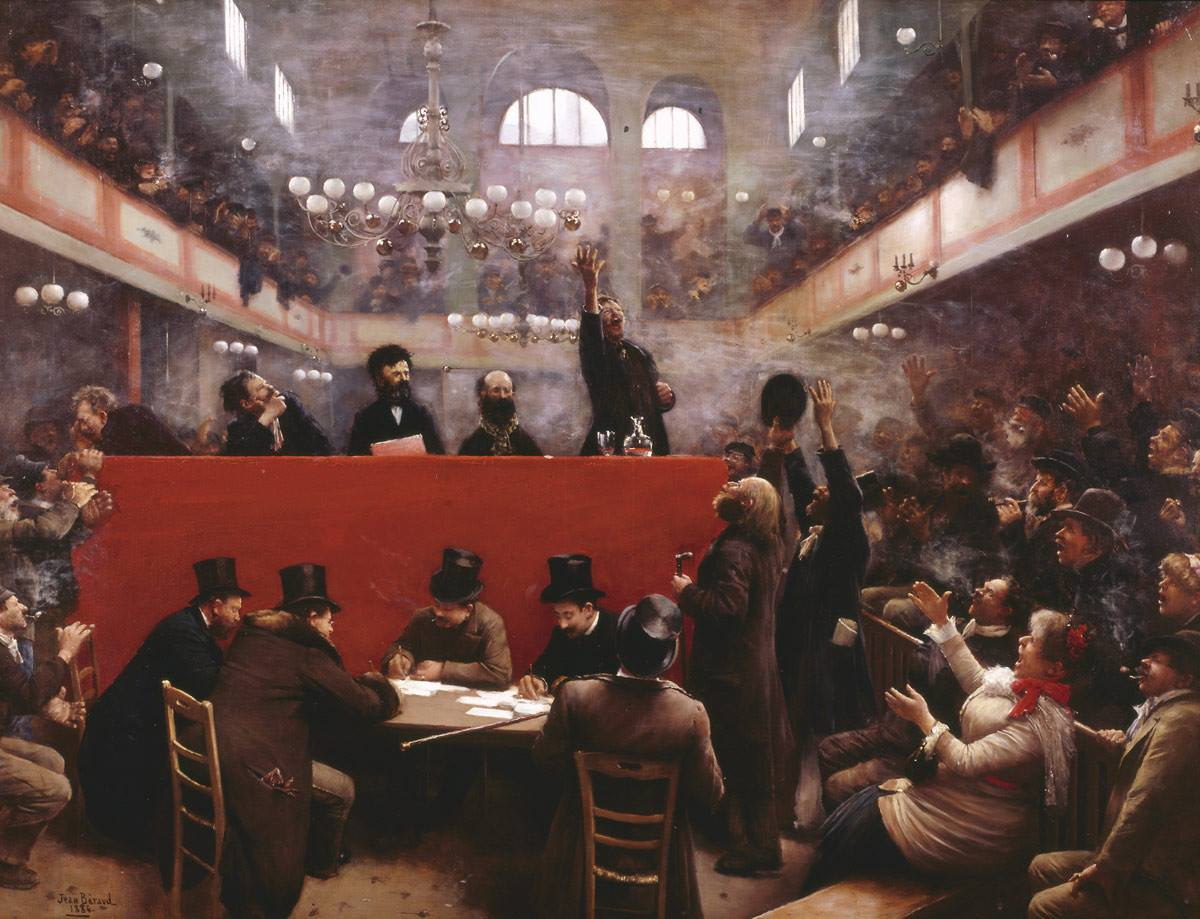
في قاعة جرافارد
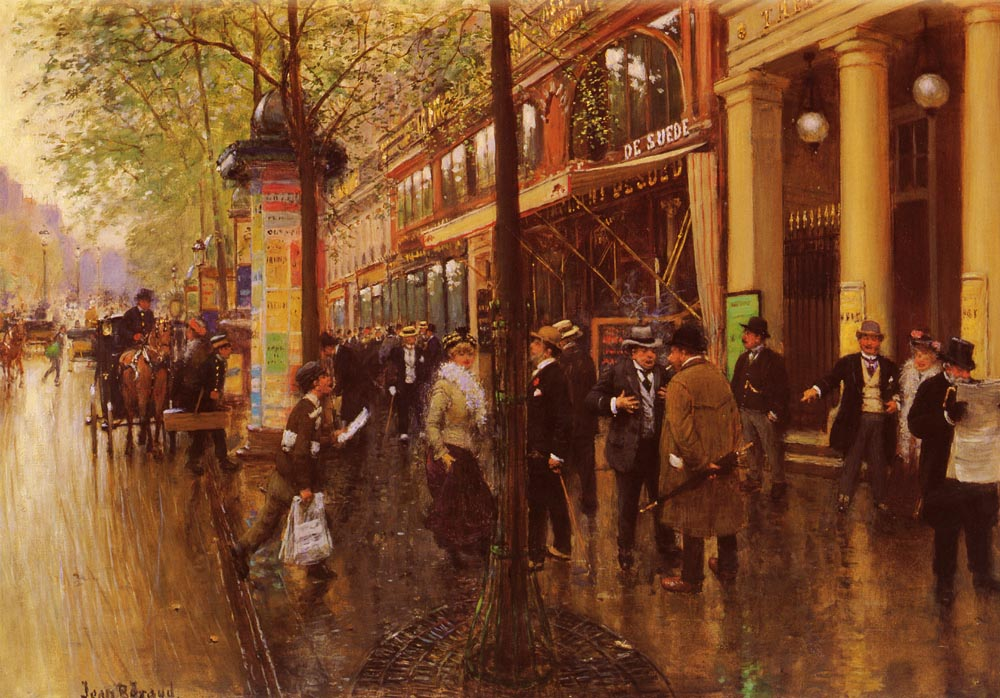
جراند بوليفارد: مسرح فاريتي
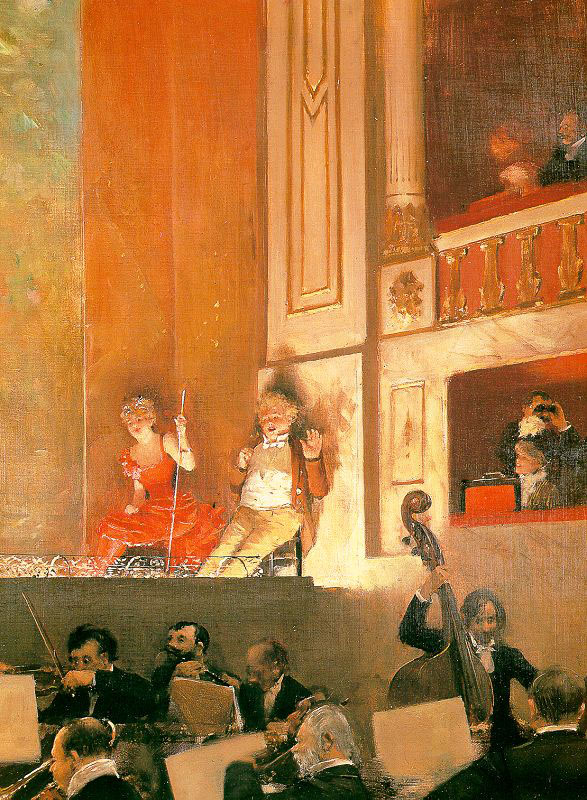
تمثيل مسرح منوعات

مناظر مدينة باريس لجان بيرود
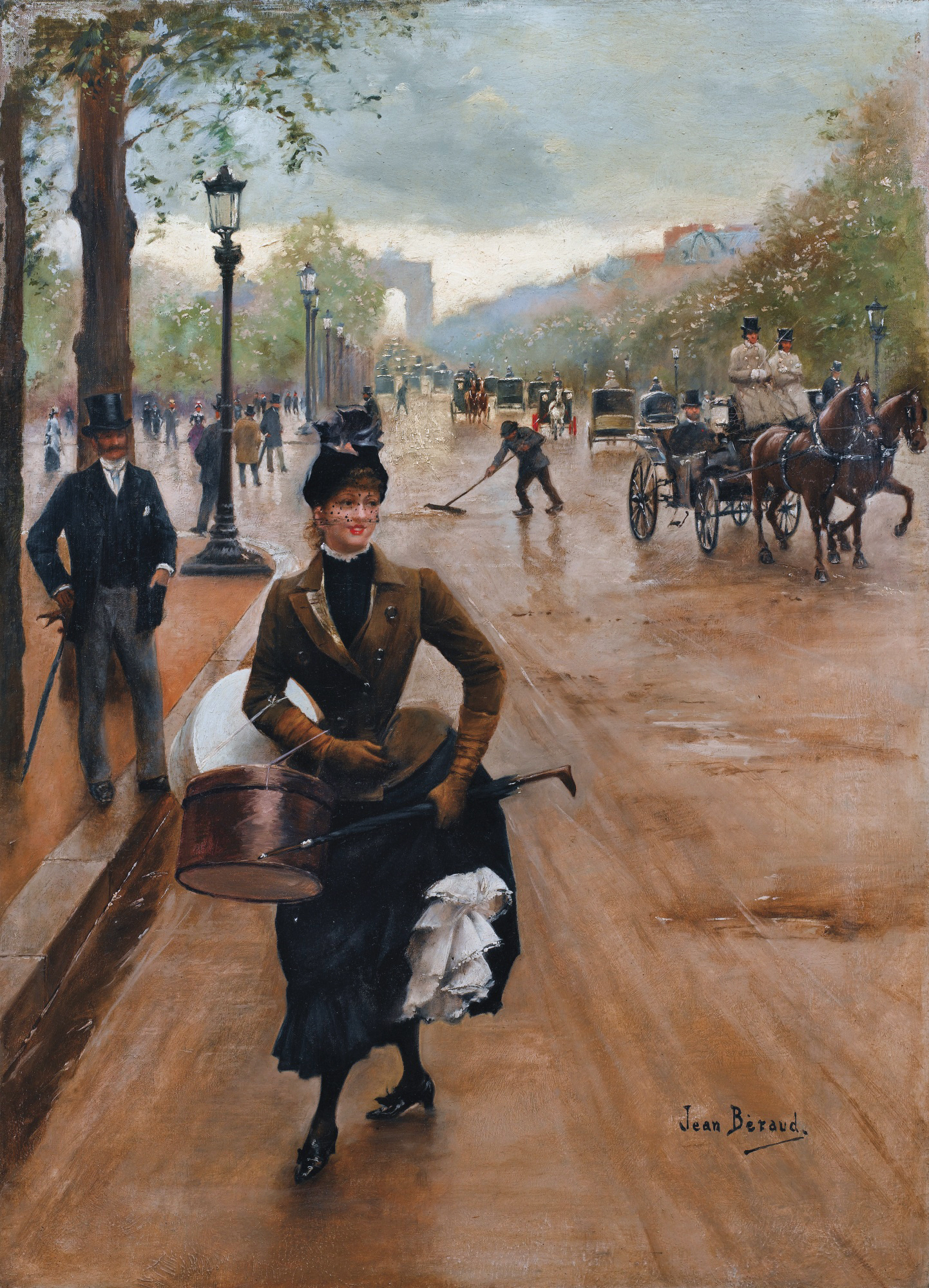
صانع القبعات في شارع الشانزليزيه
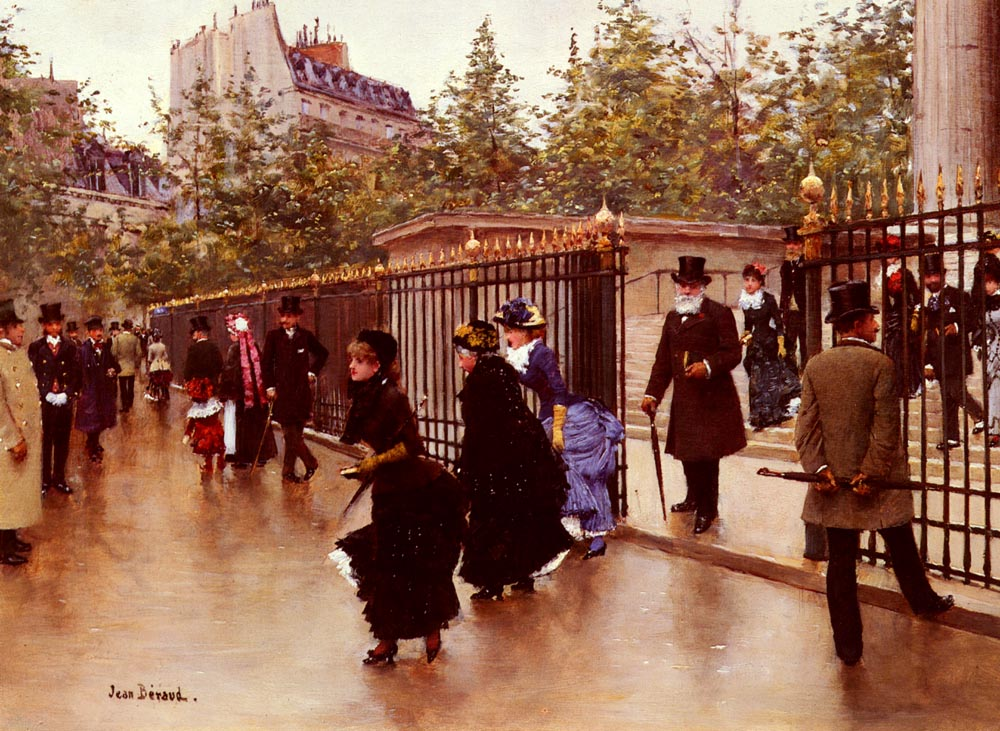
سورتانت دي لا مادلين، باريس
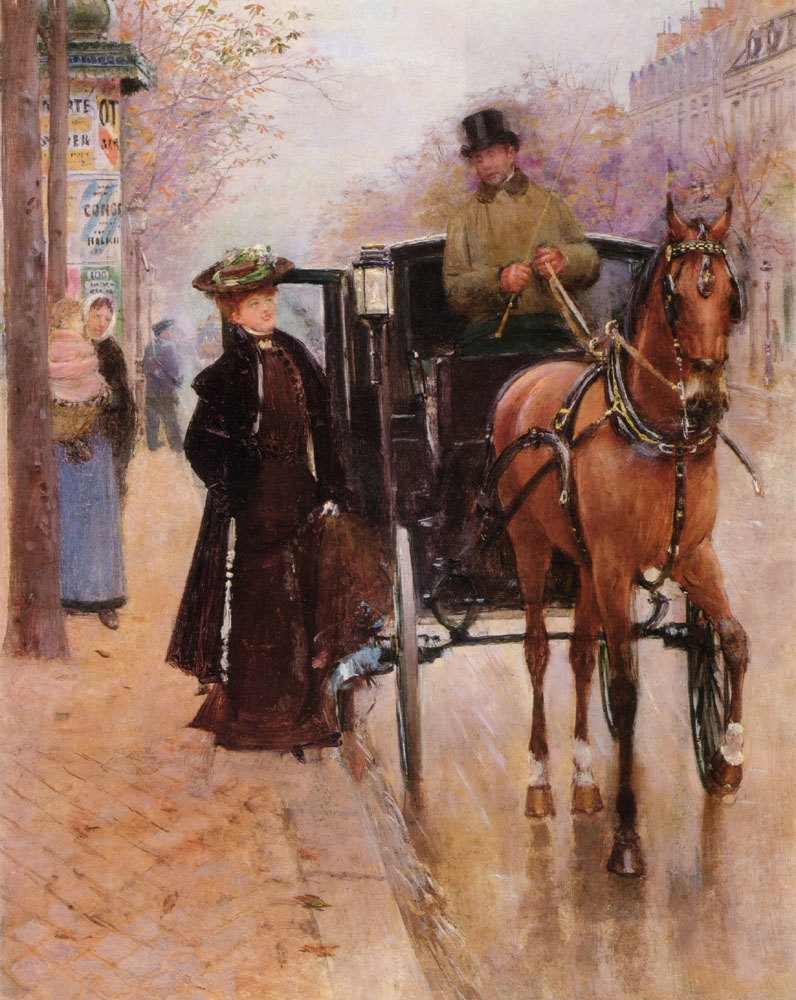
الصفحة الرئيسية، السائق
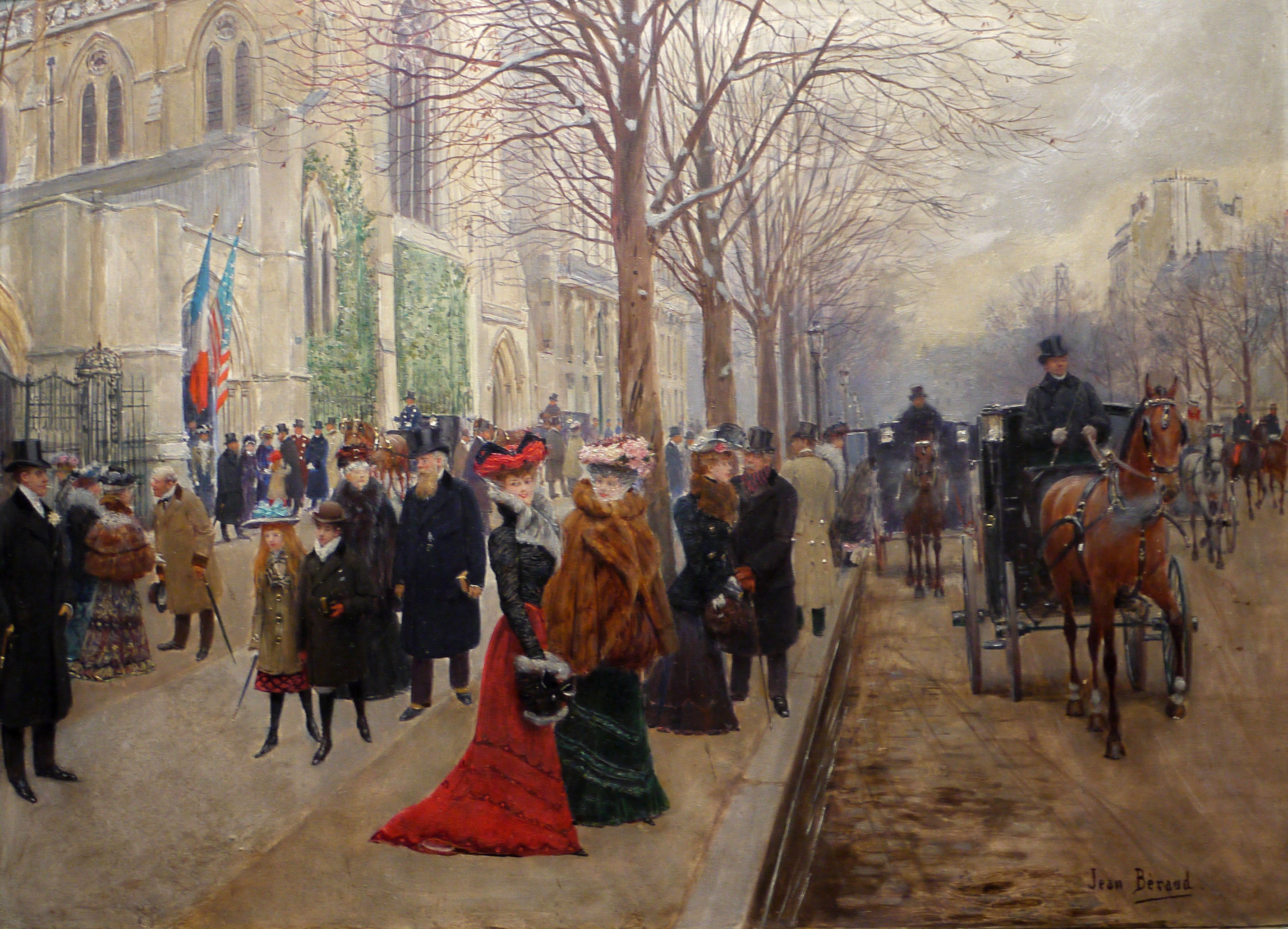
كنيسة الثالوث الأقدس
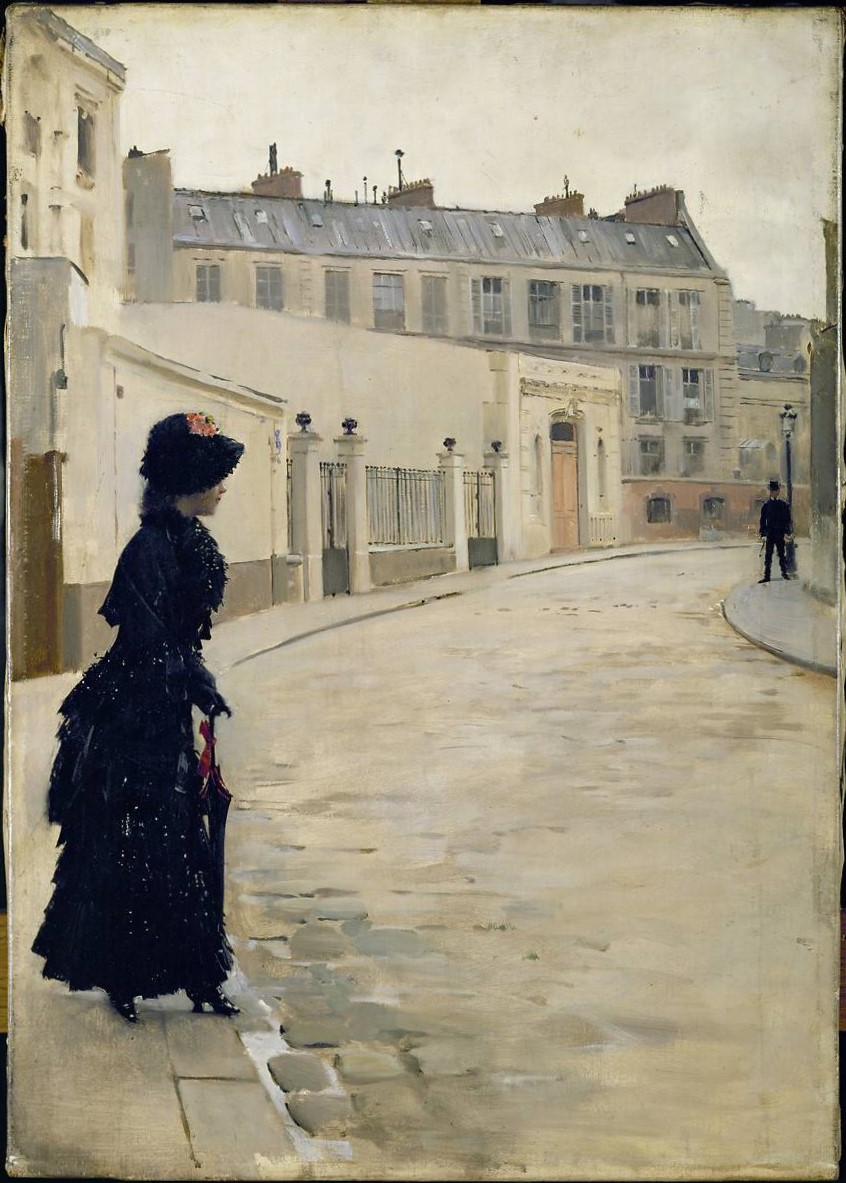
الحضور
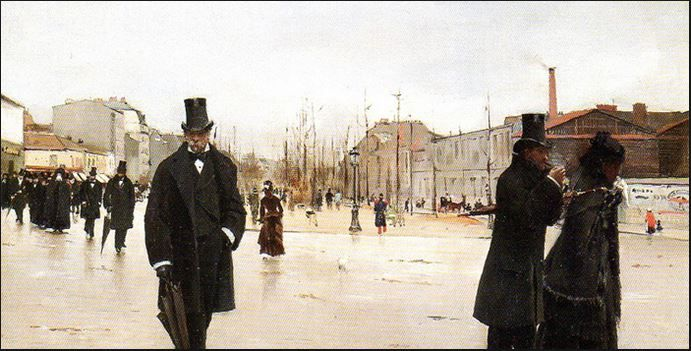
عودة الترفيه
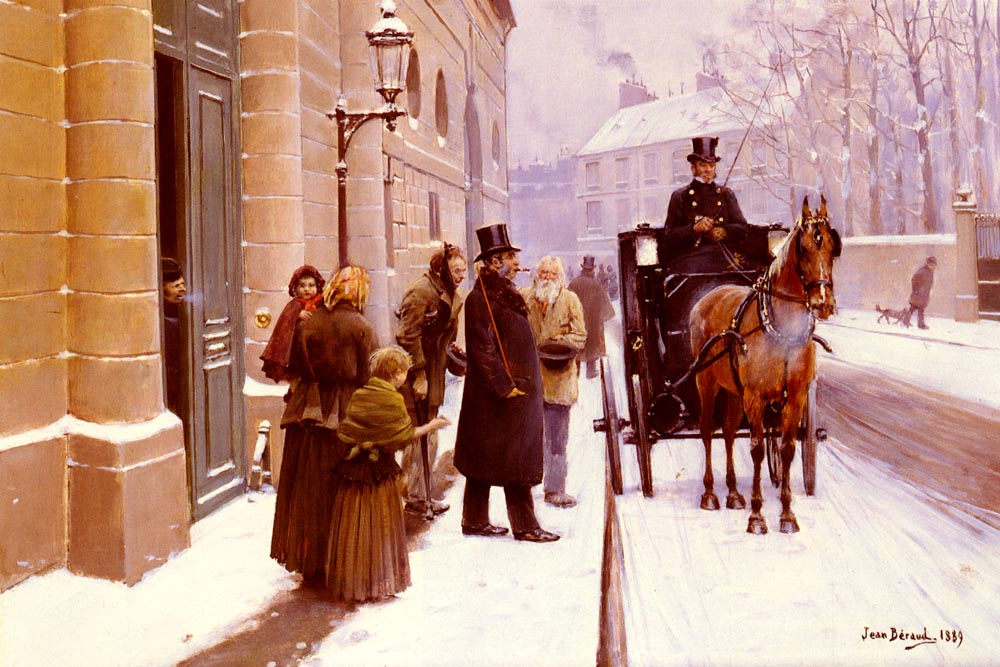
خروج البرجوازية
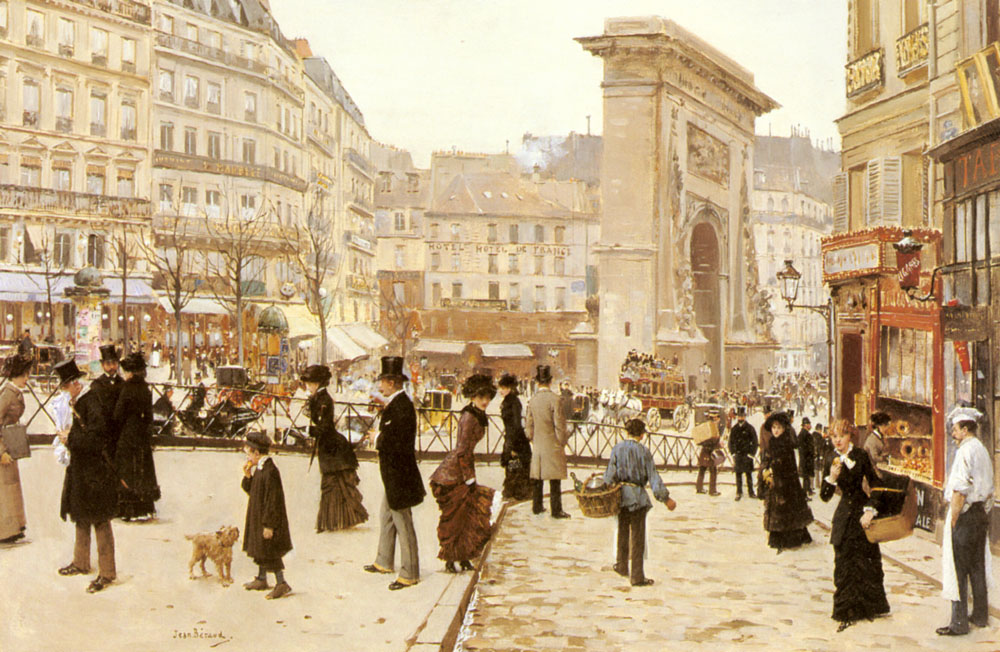
شارع سان دوني
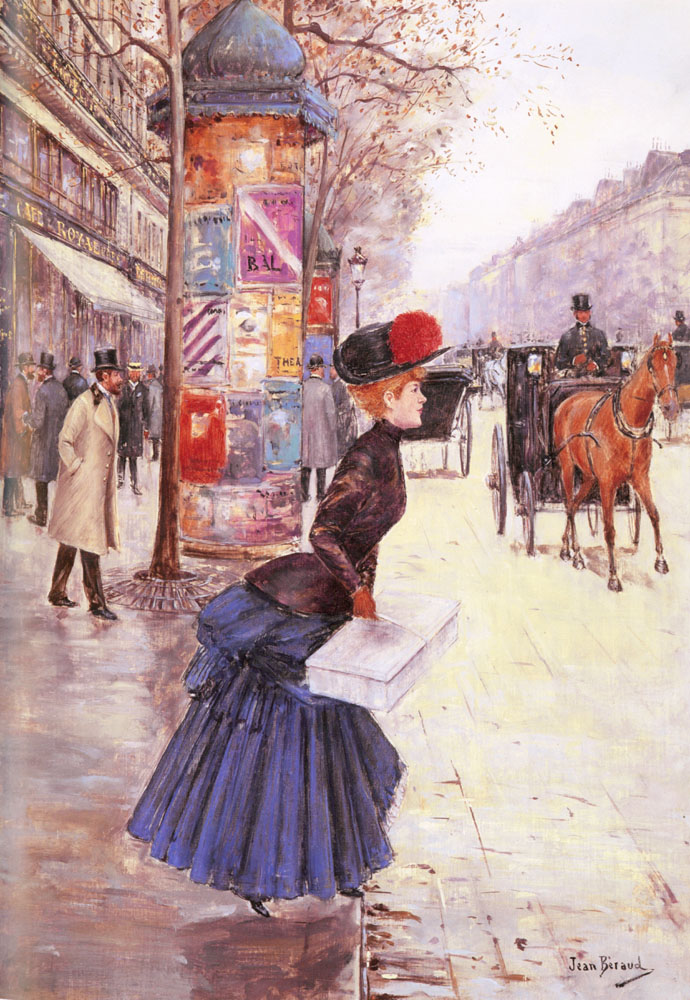
امرأة شابة تجتاز الشارع
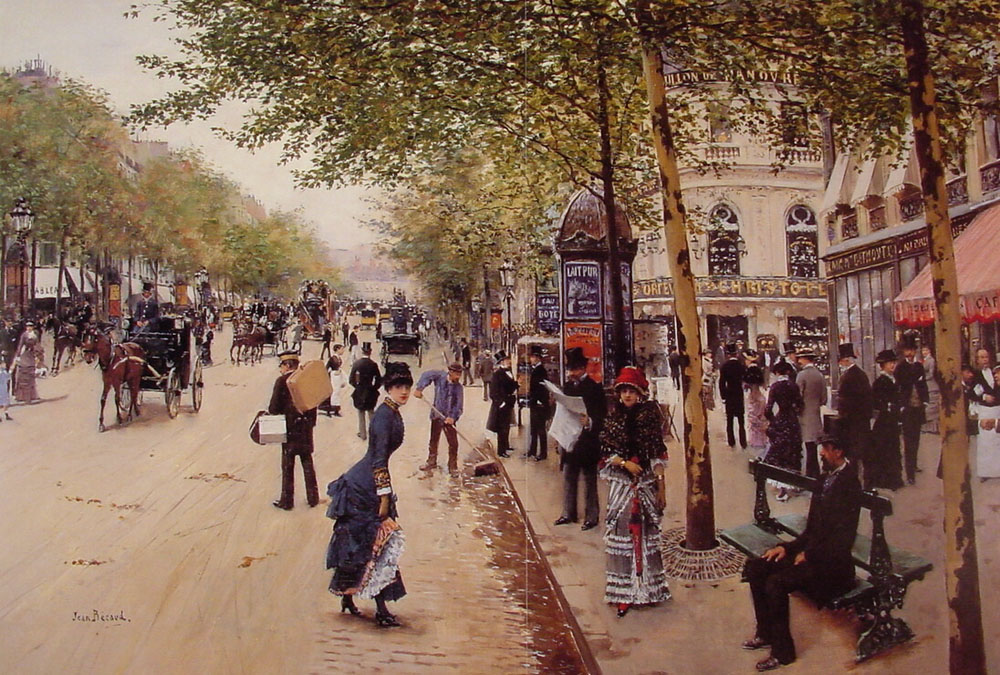
شارع كابوسين
Paris Kiosk 1880–1884, Walters Art Museum كشك باريس 1880-1884، متحف والترز للفنون
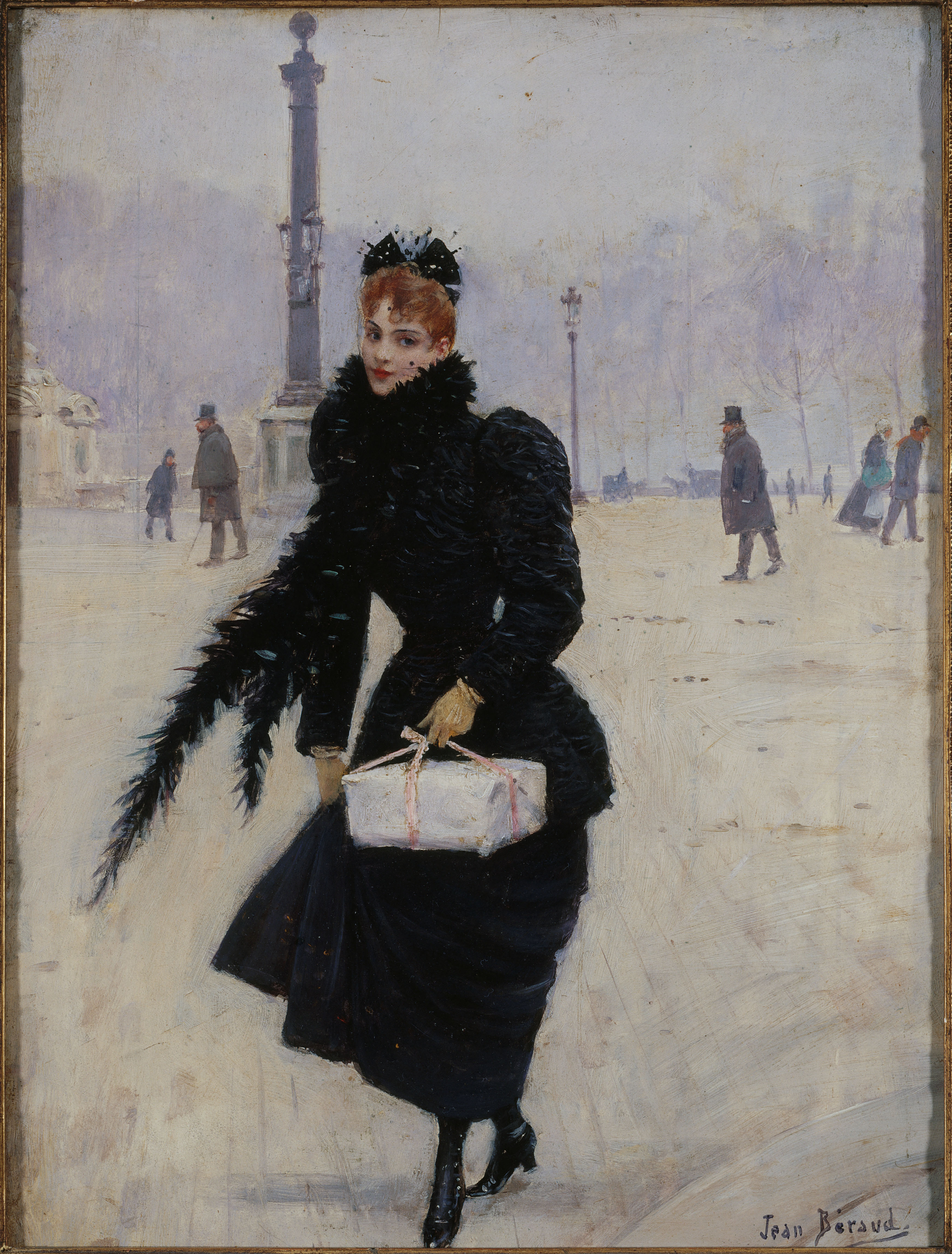
ساحة الكونكورد الباريسية
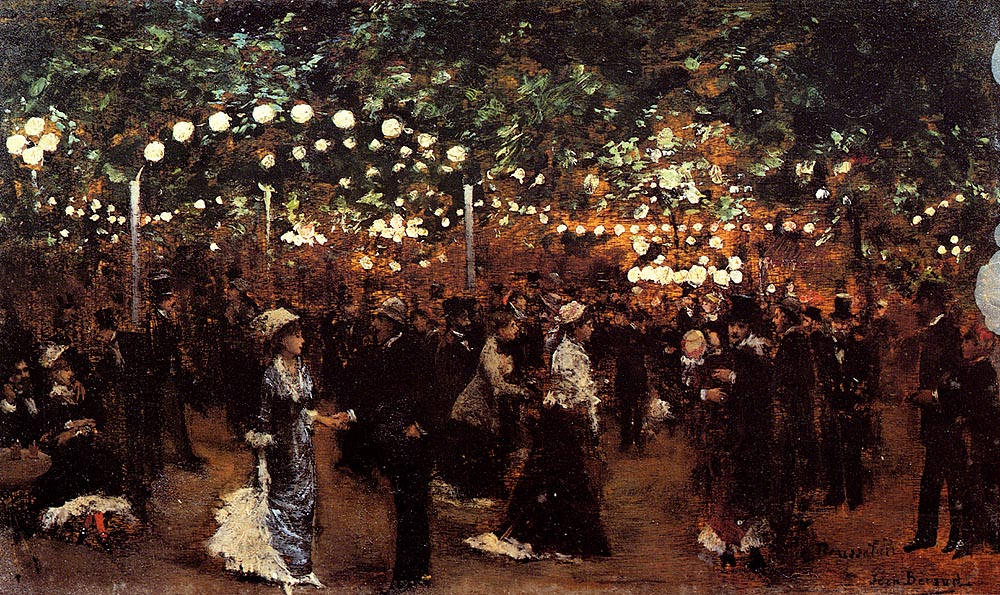
لي بال مابيلي